# 灯王之墓
灯王之墓（波斯語：‎Shāh Chérāgh）是伊朗南部城市设拉子的一座墓葬和清真寺，内有第七伊玛目穆萨·卡齐姆之子艾赛义德哈迈德和穆罕默德两兄弟的墓葬，他们都是第八伊玛目阿里·里达的兄弟。两人在阿拔斯王朝迫害什叶派穆斯林期间，来到此地避难。
该墓葬在14世纪成为庆祝朝圣中心，在附近建立了一座清真寺和神学院。
该墓葬得此名，是因有人发现，常常见到坟墓发出光，于是决定调查光的来源，发现一个全身穿着盔甲的尸体，戒指上的文字“骄傲属于真主，穆萨的儿子艾哈迈德”证明，这是穆萨·卡齐姆之子的埋葬地点。
该陵墓最早由萨尔古尔王朝阿塔贝格萨阿德·本·赞吉（Sa'd ibn Zangi，1198–1226）下令建造。在14世纪帖木儿王朝时期，塔失合敦（Tash Khatun）下令对其进行了修缮扩建。此后又有数次修缮。
2023年8月13日晚灯王之墓发生恐怖袭击事件，造成至少1人死亡，9人受伤。伊斯兰国随后宣布对此次袭击负责。

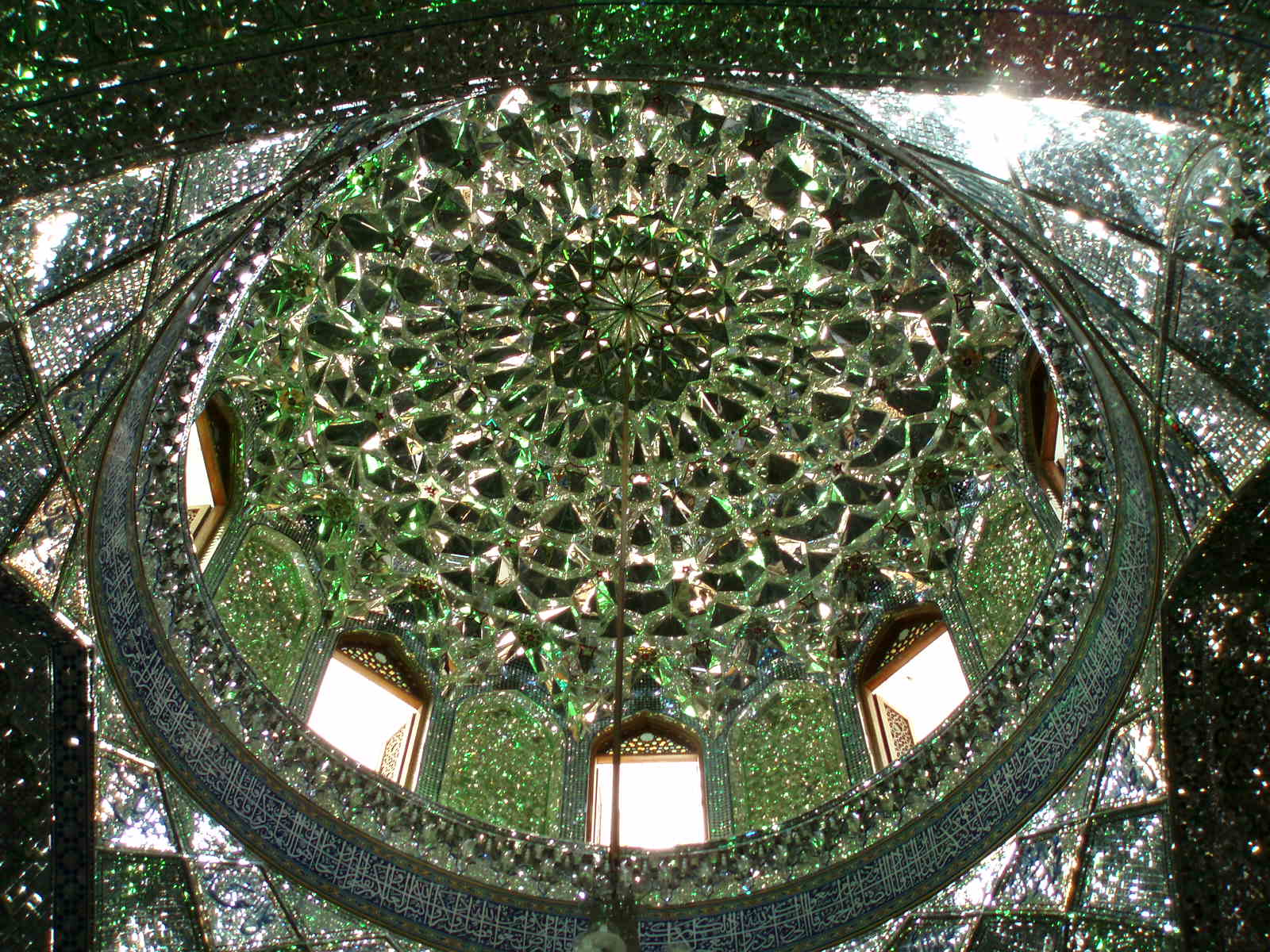
陵墓穹頂以镜面玻璃马赛克裝飾
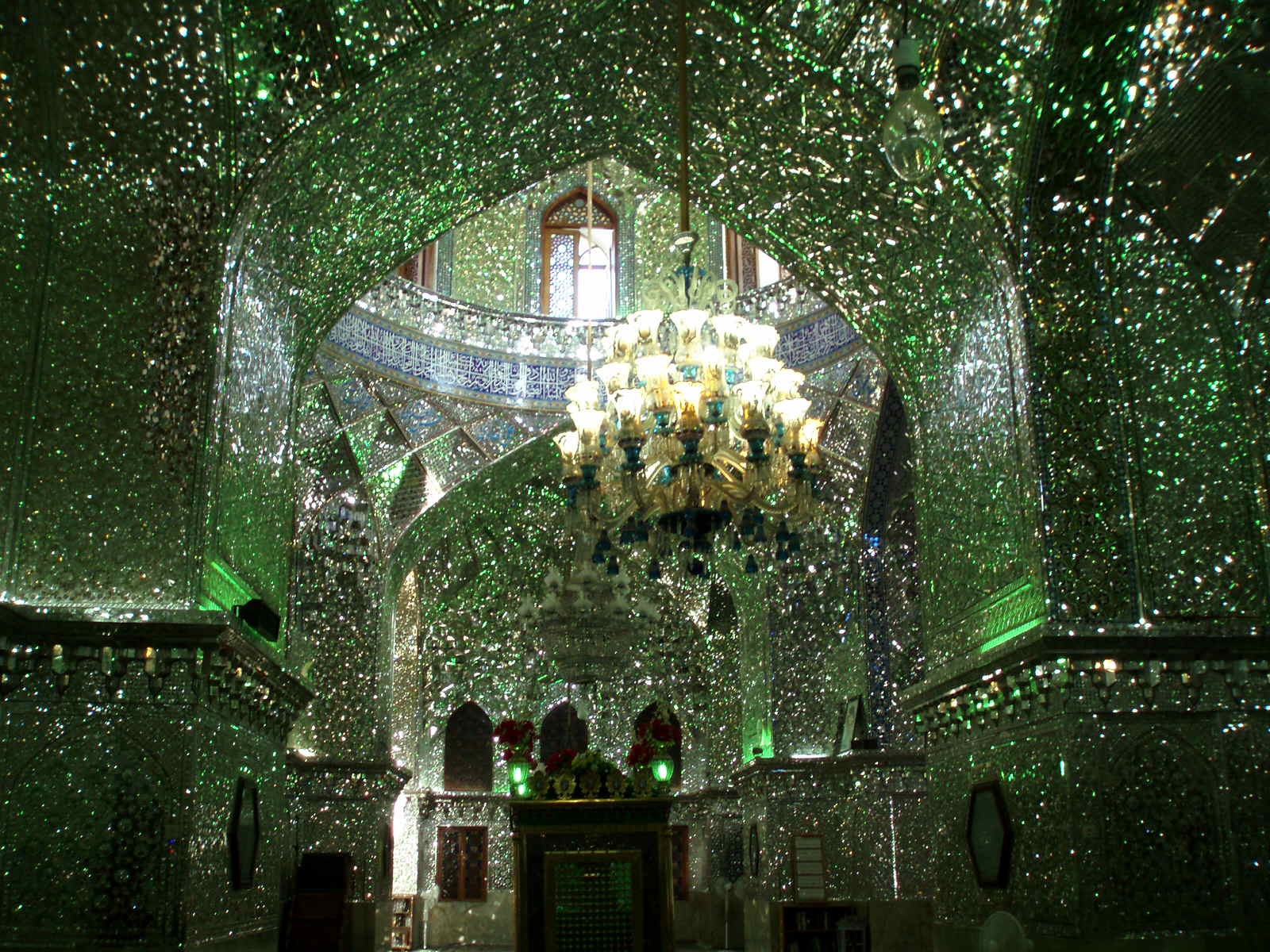
陵墓內部
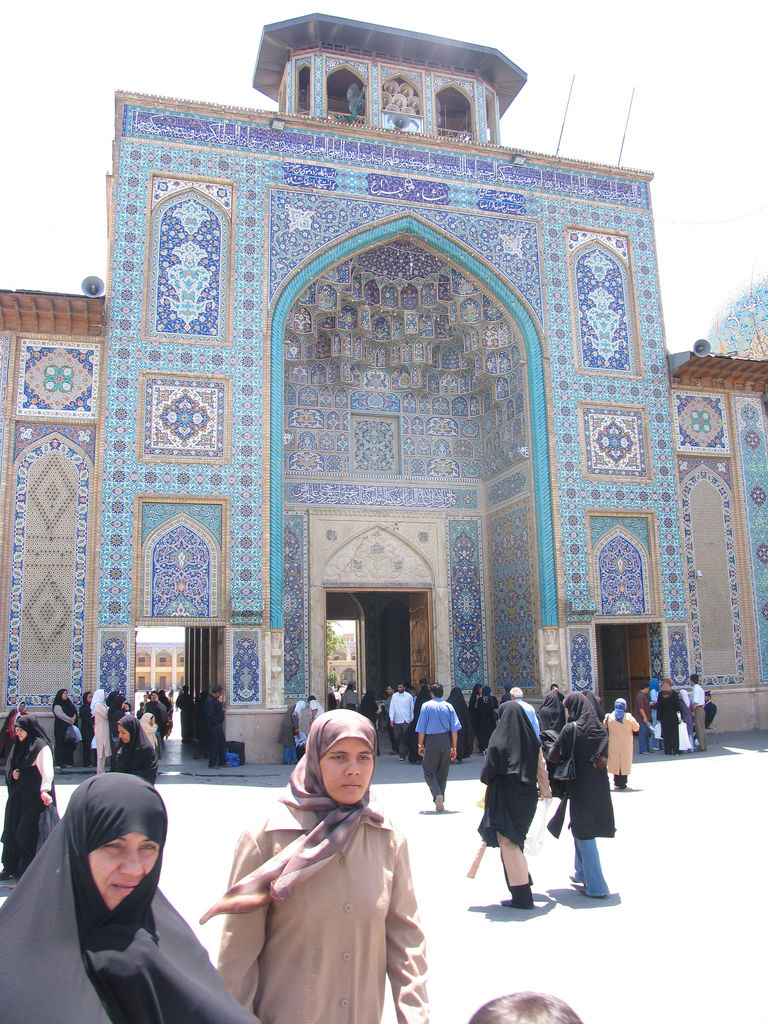
正門
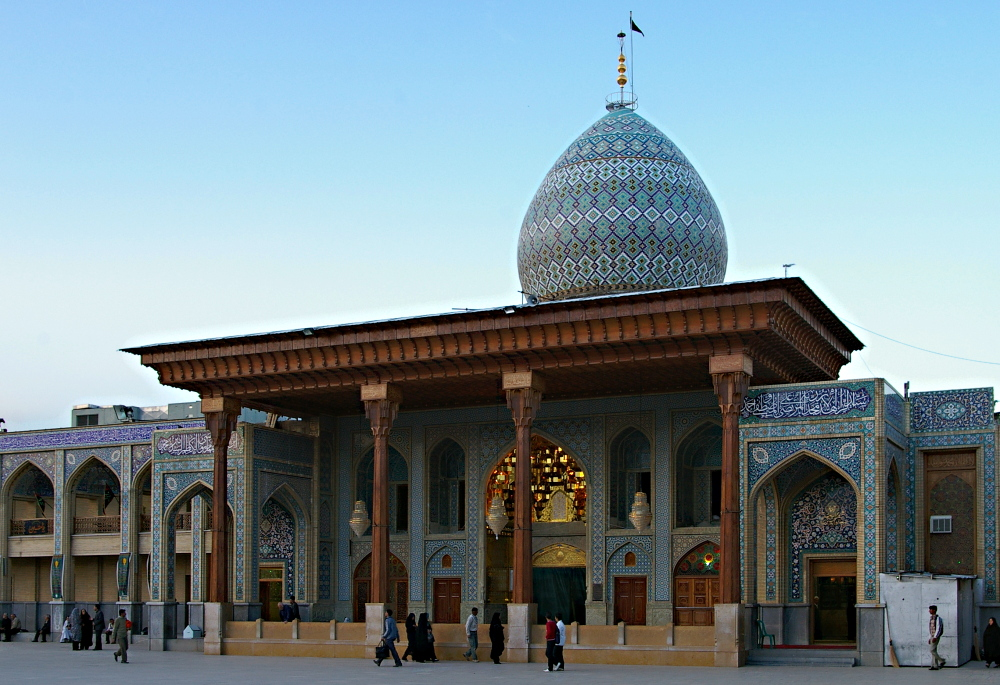
外部